# Ammoglanis
Ammoglanis is een geslacht van straalvinnige vissen uit de familie van de parasitaire meervallen (Trichomycteridae).

## Soorten
- Ammoglanis amapaensis Mattos, Costa & Gama, 2008
- Ammoglanis diaphanus Costa, 1994
- Ammoglanis pulex de Pinna & Winemiller, 2000